# Eufidonia bicoloraria
Eufidonia bicoloraria är en fjärilsart som beskrevs av Minot 1869. Eufidonia bicoloraria ingår i släktet Eufidonia och familjen mätare. Inga underarter finns listade i Catalogue of Life.